# Redouane Bougheraba
Pour les articles homonymes, voir Bougheraba.
Redouane Bougheraba est un comédien et humoriste franco-algérien né le 16 juin 1978 à Marseille.

## Biographie
Redouane Bougheraba est né et a grandi à Marseille avec cinq frères et sœurs (dont Ali Bougheraba, Hakim Bougheraba et Ichem Bougheraba). Son père, gérant d'un bar-PMU puis conducteur d'engins, est originaire de Béjaïa en Algérie, et sa mère qui a été coiffeuse, couturière, épicière, est née à Tablat en Algérie.
Il étudie chez les sœurs catholiques à Notre-Dame de la Major avant d'obtenir le baccalauréat, mais il abandonne ses études à la fac de sciences économiques après trois redoublements successifs en première année. Il multiplie les petits boulots et ouvre un cyber-café.
En 2012, il s’installe avec sa femme et sa fille à Londres.
En 2012 il devient chanteur de raï et par la même occasion le sosie officiel de Reda Taliani.
En 2015, il se rend à Paris pour donner des spectacles de stand-up. Il participe à la neuvième saison du Jamel Comedy Club, se fait remarquer et devient une des têtes d’affiche du Paname Art Café.
Il monte son premier spectacle, Redouane s’éparpille, dans lequel il traite de sa vie et de la cité phocéenne Marseille.
En parallèle, il enchaîne les projets au cinéma et à la télévision, il intervient notamment dans l'émission Clique sur Canal + et joue dans les films Patients, C'est tout pour moi, Taxi 5 et La Vie scolaire.
En 2020, pendant la pandémie de Covid-19, il a l'idée de poster sur les réseaux sociaux la partie improvisée de ses spectacles, ce qui fait accroître sa notoriété.
En 2021, il présente sur C8 le Calvi Comedy Festival, parrainé par Gad Elmaleh.
En 2022, il revient sur scène avec le spectacle On m'appelle Marseille (nom faisant référence au titre On m'appelle l'ovni du rappeur marseillais Jul),.
D'avril à juin 2024, il présente l'émission Au micro ! sur Canal+, télé-crochet pour découvrir la nouvelle voix de la chaîne, qui commentera les matchs de football.
Le 22 juin 2024, il est le premier humoriste à faire le stade vélodrome de Marseille où « il expérimente sa marque de fabrique, le chambrage des spectateurs "masochistes" du premier rang du spectacle ».

## Vie privée
Redouane Bougheraba est marié avec Jennifer Cassandri, il est le père de deux filles.
Il est domicilié à Londres.

## Filmographie

### Cinéma
Sauf indication contraire, les informations mentionnées dans cette section peuvent être confirmées par la base de données cinématographiques IMDb,  présente dans la section « Liens externes ».
- 2018 : Taxi 5 de Franck Gastambide : un braqueur de voiture
- 2019 : La Vie scolaire de Grand Corps Malade et Mehdi Idir : Redouane
- 2021 : Les Méchants de Mouloud Achour et Dominique Baumard : Kader
- 2022 : Classico de Nathanaël Guedj et Adrien Piquet-Gauthier
- 2022 : Reste un peu de Gad Elmaleh : ami restaurant
- 2022 : Tous Inconnus de Nicolas Hourès
- 2023 : Alibi.com 2 de Philippe Lacheau : Djamel
- 2023 : Les SEGPA au ski de Ali Bougheraba et Hakim Bougheraba : Philippe
- 2024 : 14 Jours pour aller mieux d'Édouard Pluvieux : Sam, le boulanger
- 2024 : Sous écrous d'Hakim Bougheraba : Maitre Goliath
- 2025 : Délocalisés d'Ali et Redouane Bougheraba : Redouane Mahrez
- 2025 : Sur la route de papa de Nabil Aitakkaouali et Olivier Dacourt : Kamel
- 2025 : Kaamelott : Deuxième volet partie 1 d’Alexandre Astier : Silas

### Clips
- 2011 : Inch' Allah de Grand Corps Malade et Reda Taliani
- 2014 : Cosmo de Soprano

### Télévision
- 2024 : LOL : qui rit, sort ! (saison 4) sur Amazon Prime : participation
- 2024 : Au micro ! sur Canal+ : présentateur